# 腫瘍抗原

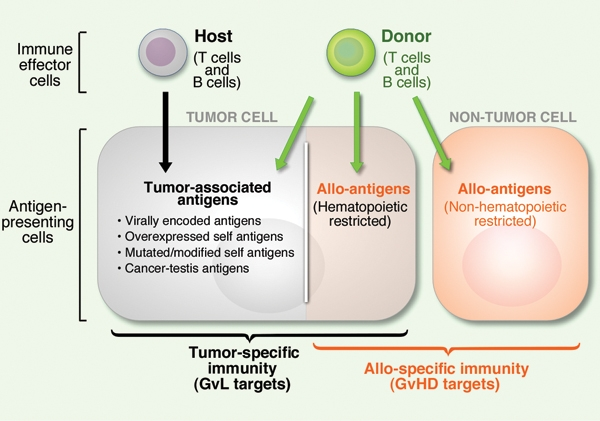
同種造血幹細胞移植後の腫瘍免疫と同種免疫に関連する標的抗原の範囲を示す。宿主由来のT細胞とB細胞は、腫瘍関連抗原を認識するように誘導することができ、これに対し、ドナー由来のB細胞とT細胞は、腫瘍関連抗原と同種抗原の両方を認識することができる。

腫瘍抗原（しゅようこうげん、英: tumor antigen）は、腫瘍細胞で産生される抗原性物質、すなわち宿主の免疫応答を誘発する物質である。腫瘍抗原は、診断検査で腫瘍細胞を同定するための有用な腫瘍マーカーであり、がん治療で使用できる可能性をもつ候補である。腫瘍免疫学の分野で、このようなトピックを研究している。

## 腫瘍抗原の機構

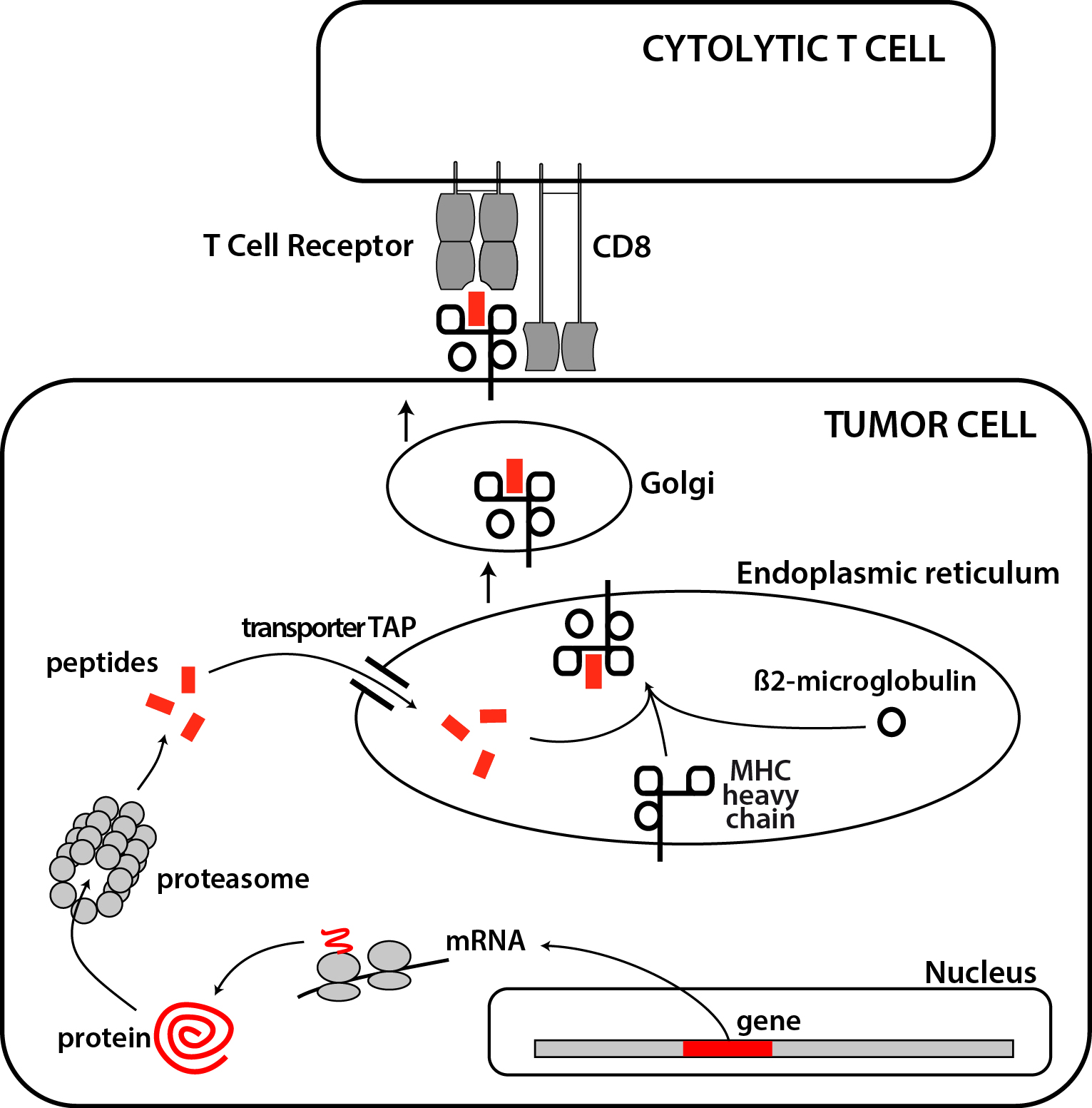
CD8+T細胞が認識した腫瘍抗原のプロセシング

体内の正常なタンパク質は、自己寛容によって抗原性を持たない。自己寛容とは、自己反応性細胞傷害性Tリンパ球（CTL）や自己抗体産生Bリンパ球が、一次リンパ組織（BM）で「中枢的」に、また二次リンパ組織（T細胞は主に胸腺、B細胞は脾臓/リンパ節）で「末梢的」に選別されるプロセスのことである。したがって、免疫系にさらされていないタンパク質はすべて免疫応答を引き起こす。このようなタンパク質の例として、免疫系からうまく隔離されている正常なタンパク質、通常は非常に少量しか産生されないタンパク質、通常は特定の発生段階でのみ産生されるタンパク質、または突然変異により構造が変更されたタンパク質があげられる。

## 腫瘍抗原の分類

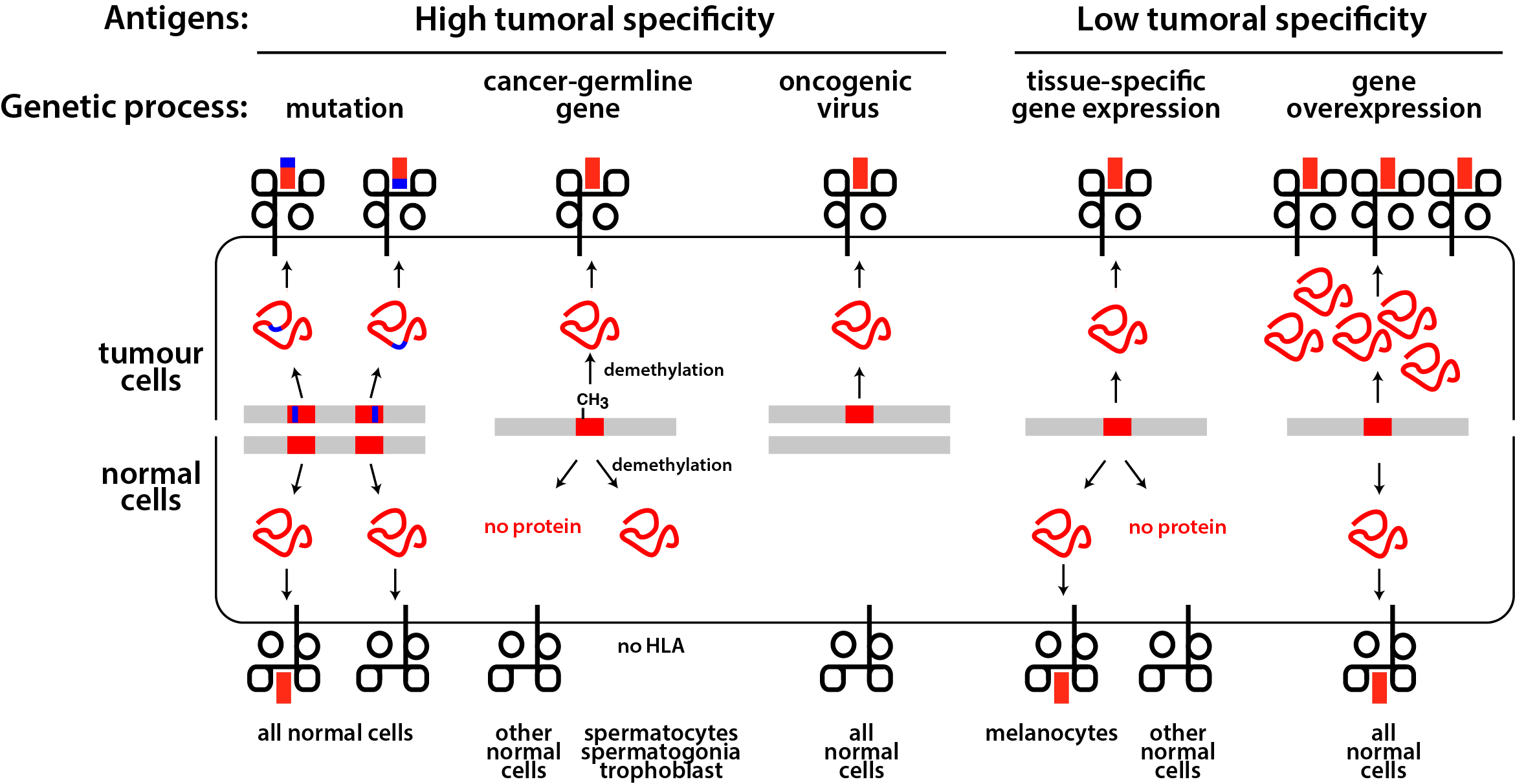
Tリンパ球が認識するヒト腫瘍抗原の種類とその遺伝的プロセス

当初、腫瘍抗原は、その発現パターンに基づいて2つのカテゴリーに分類されていた。すなわち、腫瘍特異的抗原（tumor-specific antigens、TSA）は、腫瘍細胞のみに存在し、他の細胞には存在しないもので、また、腫瘍関連抗原（tumor-associated antigens、TAA）は、一部の腫瘍細胞および一部の正常細胞に存在するものである。
しかし、腫瘍特異的であると考えられていた抗原の多くが、いくつかの正常細胞でも発現していることが判明したため、この分類は不完全なものとなった。現代的な腫瘍抗原の分類は、それらの分子構造と発生源に基づいている。
したがって、それらは以下のように分類できる。
- 変異した癌遺伝子および腫瘍抑制遺伝子の産物
- その他の突然変異した遺伝子の産物
  - 過剰発現または異常発現した細胞タンパク質
  - がんウイルス（腫瘍ウイルス）によって産生される腫瘍抗原
  - 癌胎児性抗原
  - 細胞表面の糖脂質および糖タンパク質の変化
  - 細胞型特異的分化抗原

### 種類
腫瘍細胞内で産生されるタンパク質のうち、突然変異によって異常な構造を持つものは、腫瘍抗原として作用する可能性がある。このような異常タンパク質は、当該遺伝子の変異によって産生される。異常なタンパク質の産生を引き起こす癌原遺伝子や腫瘍抑制因子の変異が腫瘍の原因となり、そのような異常なタンパク質は腫瘍特異的抗原（tumor-specific antigens）と呼ばれる。腫瘍特異的抗原の例としてras遺伝子やp53遺伝子の異常生成物がある。一方、腫瘍形成とは関係のない他の遺伝子の変異により、異常なタンパク質が合成されることがあり、これは腫瘍関連抗原（tumor-associated antigens）と呼ばれる。
他の例として、組織分化抗原、変異タンパク質抗原、発癌性ウイルス抗原、癌精巣抗原、および血管または間質特異的抗原があげられる。組織分化抗原は、特定の種類の組織に特異的な抗原である。正常細胞がこれらのタンパク質を含むべきではないため、変異タンパク質抗原は、がん細胞にはるかに特異的である可能性がある。正常細胞は正常なタンパク質抗原をMHC分子に表示するが、がん細胞は変異型を表示する。ウイルスタンパク質の中には、がんの形成（発癌性 (en:英語版) ）に関与しているものがあり、いくつかのウイルス抗原もがん抗原である。癌精巣抗原は、主に精巣の生殖細胞で発現する抗原であるが、胎児卵巣や栄養膜細胞にも発現する。癌細胞の中には、これらのタンパク質を異常に発現しているものがあり、これらの抗原を提示することで、その抗原に特異的なT細胞による攻撃を可能にする。このタイプの抗原の例には、CTAG1BおよびMAGEA1がある。
通常は非常に少量しか産生されないが、腫瘍細胞内でその産生が劇的に増加するタンパク質は、免疫応答を引き起こす。このようなタンパク質の例には、メラニンの生成に必要なチロシナーゼ酵素がある。通常、チロシナーゼは微量しか産生されないが、メラノーマ細胞内ではその量が非常に高くなる。
癌胎児性抗原は、腫瘍抗原のもう一つの重要な分類である。たとえば、α-フェトプロテイン（AFP）や癌胎児性抗原（CEA）がある。これらのタンパク質は通常、胚発生の初期段階で産生され、免疫系が完全に発達するまでに消失する。そのため、これらの抗原に対する自己免疫寛容は発達しない。
異常なタンパク質は、EBVやHPVなどの腫瘍ウイルスに感染した細胞でも産生される。これらのウイルスに感染した細胞内には、潜伏していたウイルスのDNAがあり、それが転写されて生成したタンパク質が免疫応答を引き起こす。
タンパク質以外にも、細胞表面の糖脂質や糖タンパク質などの物質も、腫瘍細胞内では異常な構造を持っている可能性があり、それゆえ免疫系の標的となる。

## 腫瘍抗原の重要性
腫瘍抗原は、腫瘍細胞に比較的多く存在することから、特定の腫瘍細胞を識別するのに役立つ。特定の腫瘍には特定の腫瘍抗原が豊富に含まれている。
| 腫瘍抗原                 | 腫瘍抗原が存在する腫瘍 | 備考                                             |
| ------------------------ | ---------------------- | ------------------------------------------------ |
| α-フェトプロテイン(AFP)  | 胚細胞腫瘍 肝細胞癌    |                                                  |
| 癌胎児性抗原（CEA）      | 腸癌                   | ときどき肺癌や乳癌                               |
| CA125                    | 卵巣癌                 |                                                  |
| MUC-1                    | 乳癌                   |                                                  |
| 上皮性腫瘍抗原 (ETA)     | 乳癌                   |                                                  |
| チロシナーゼ             | メラノーマ             | 通常は微量に存在し、メラノーマでは大幅に上昇する |
| 黒色腫関連抗原 (MAGE)    | メラノーマ             | 通常は精巣にも存在する                           |
| rasまたはp53の異常生成物 | さまざまな腫瘍         |                                                  |

このように、特定の腫瘍抗原は腫瘍マーカーとして用いられる。さらに重要なことは、腫瘍抗原は、腫瘍抗原ワクチンとしてがん治療に利用できることである。

## 参照項目
- がん免疫療法